# Прінггасела (район)
Сіку́р (індонез. Pringgasela) — один з 20 районів округу Східний Ломбок провінції Західна Південно-Східна Нуса у складі Індонезії. Розташований у центрально-західній частині. Адміністративний центр — селище Прінггасела.
Населення — 50817 осіб (2012; 50578 в 2011, 50059 в 2010, 48992 в 2009, 48342 в 2008).

## Адміністративний поділ
До складу району входять 3 селища та 2 села:
| Населений пунт      | Населення, осіб (2010) |
| ------------------- | ---------------------- |
| Аїкдева, селище     | 5560                   |
| Джуріт, село        | 11556                  |
| Пенгаданган, село   | 14394                  |
| Прінггасела, селище | 13433                  |
| Ремпунг, селище     | 5116                   |